# Gino Latilla
Gino Latilla (* 7. November 1924 in Bari als Gennaro Latilla; † 11. September 2011 in Florenz) war ein italienischer Sänger.

## Karriere
Der Sohn des Sängers Mario Latilla wuchs in einem musikalischen Umfeld auf und sang schon als Kind. Sein offizielles Debüt als Sänger hatte Latilla 1948 im Teatro Manzoni in Bologna. In den folgenden Jahren tourte er erfolgreich durch Deutschland und die USA und wurde dann vom italienischen Rundfunk Rai als Sänger für das Orchester von Cinico Angelini verpflichtet. Mit gleich vier Liedern debütierte er beim Sanremo-Festival 1952. Zusammen mit Giorgio Consolini gelang ihm mit dem Lied Vecchio scarpone beim Sanremo-Festival 1953 ein dritter Platz und ein großer kommerzieller Erfolg. Ebenfalls wieder zusammen mit Consolini konnte er im Jahr darauf das Festival mit Tutte le mamme gewinnen (und gleichzeitig mit …e la barca tornò sola, zusammen mit Franco Ricci, auch den dritten Platz belegen).
Latilla kehrte bis 1961 noch mehrfach mit Erfolg nach Sanremo zurück. 1957 sang er in Casetta in Canadà erstmals ein Duett mit Carla Boni, was er 1958 in Non potrai dimenticare wiederholte. Im selben Jahr heiratete er die Sängerin (Sanremo-Siegerin 1953). Neben Sanremo war Latilla auch in vielen weiteren musikalischen Veranstaltungen jener Jahre zu Gast, sang Duette mit anderen bekannten Sängern wie Claudio Villa und unternahm internationale Tourneen. In den USA veröffentlichte er unter dem Pseudonym Tony Williams Platten beim Label Liberty Records. Sein letzter großer Erfolg als Sänger in Italien war Tu sì comm’a ’na palummella, präsentiert im Duett mit seiner Frau beim Festival di Napoli 1961.
Ab 1952 übernahm Latilla auch gelegentlich kleinere Rollen in Filmen, seine wichtigste war in Presentimento von Armando Fizzarotti (1956). Im Verlauf der 60er-Jahre gab Latilla die Bühne vorerst auf und arbeitete in Führungspositionen für die Rai, zunächst in Rom, dann in Florenz. Erst 1987 kehrte er ins Rampenlicht zurück, als er mit Carla Boni (von der er sich Mitte der 70er-Jahre getrennt hatte), Nilla Pizzi und Giorgio Consolini das Vokalensemble Quelli di Sanremo gründete und ein Album aufnahm. Er starb 2011 nach langer Krankheit im Alter von 86 Jahren.

## Diskografie (Auswahl)

### Alben
- 1956 – Carla Boni, Gino Latilla, Achille Togliani con l’orchestra Angelini (Cetra, LPA 56)
- 1957 – Carla Boni e Gino Latilla con Angelini e la sua orchestra (Cetra, LPE 2019)
- 1957 – Gino Latilla con Angelini – VII Festival della Canzone, Sanremo 1957 (Cetra, LPA 95)
- 1957 – Carla Boni e Gino Latilla con Angelini e la sua orchestra (Cetra, LPE 2016)
- 1958 – VIII Festival della Canzone (Fonit Cetra, LPE 2021; mit Carla Boni)
- 1958 – Gino Latilla, Carla Boni, Angelini e la sua orchestra (Fonit Cetra, LPE 2023)
- 1958 – Carla Boni e Gino Latilla (Fonit Cetra, LP16 N. 1)
- 1987 – Quelli di Sanremo (mit Nilla Pizzi, Carla Boni und Giorgio Consolini; Bebas Gold, SMLP 145)
- 1995 – Belli a cent’anni (Duck Record)

### EPs
- 1956 – Gino Latilla (Cetra, EPE 3002)
- 1957 – Gino Latilla (Cetra, EPE 3014)
- 1958 – VIII Festival della Canzone – Sanremo 1958 (Fonit Cetra, EPE 3021)
- 1958 – VIII Festival della Canzone – Sanremo 1958 (Fonit Cetra, EPE 3022)
- 1958 – VIII Festival della Canzone – Sanremo 1958 (Fonit Cetra, EPE 3025)
- 1958 – Gino Latilla (Fonit Cetra, EPE 3039)
- 1958 – Gino Latilla (Fonit Cetra)
- 1958 – Gino Latilla / Carla Boni con Orchestra Angelini (Fonit Cetra)

### Singles
- 1952 – ’A riggina d’e tarantelle / ’A litoranea (mit Carla Boni; Cetra, DC 5571)
- 1952 – ’O principe indiano / Sarta ’e biancheria (mit Carla Boni; Cetra, DC 5572)
- 1953 – Il passerotto / Innamorami (mit Carla Boni; Cetra, DC 5666)
- 1953 – Qualcuno cammina / Vecchia villa comunale (mit Carla Boni; Cetra, DC 5671)
- 1953 – Mandolino napoletano / Merci Beaucoup (mit Nilla Pizzi / Carla Boni, Achille Togliani und Nilla Pizzi; Cetra, DC 5697)
- 1953 – Vucchella rossa / Terra straniera (mit Carla Boni; Cetra, DC 5717)
- 1953 – Colpa del Bajon / Terra straniera (mit Nilla Pizzi / Carla Boni; Cetra, DC 5851)
- 1954 – Cecila Metella / I tre porcellini (mit Duo Fasano / Carla Boni; Cetra, DC 5903)
- 1954 – Vola vola vola / No te metas (en la vida de nodie) (mit Carla Boni / Duo Fasano; Cetra, DC 5910)
- 1954 – Arriva il direttore / Canzone da due soldi (mit Carla Boni / Achille Togliani; Cetra, DC 5962)
- 1954 – Berta filava / Piripicchio e Piripicchia (mit Carla Boni und Duo Fasano / Duo Fasano; Cetra, DC 5964)
- 1954 – Non è mai troppo tardi / Una bambina sei tu (Carla Boni; Cetra, DC 5965)
- 1954 – Cirillino Ci / Sotto l’ombrello (Carla Boni mit Duo Fasano / mit Duo Fasano; Cetra, DC 5969)
- 1954 – Ched’è l’ammore / Rota ’e fuoco e faccia ’e neve (mit Carla Boni; Cetra, DC 6015)
- 1954 – Ricordate ’e me / Tre rundinelle (mit Carla Boni; Cetra, DC 6017)
- 1954 – Canaria / Sole lucente (mit Carla Boni; Cetra, DC 6034)
- 1954 – Rapsodia svedese / La voce dell’organino (mit Carla Boni; Cetra, DC 6056)
- 1954 – Gondola nera / Marietta (monta in gondola) (mit Carla Boni; Cetra, DC 6061)
- 1954 – Evviva Redegonda / Marietta (monta in gondola) (mit Carla Boni; Cetra, DC 6063)
- 1957 – Ya ya / Por dos besos (mit Carla Boni; Fonit Cetra, SP 1)
- 1957 – Faccia di santarella / L’amore è una cosa meravigliosa (mit Carla Boni; Fonit Cetra, SP 2)
- 1957 – Serenatella sciuè sciuè / Buona anno buona fortuna (mit Carla Boni; Fonit Cetra, SP 17)
- 1957 – Casetta in Canada / Filo di speranza (mit Carla Boni / Duo Fasano; Fonit Cetra, SP 25)
- 1957 – Que serà serà / Only you (mit Carla Boni und Duo Fasano; Fonit Cetra, SP 27)
- 1957 – Rendimi i baci / A nueva laredo (mit Carla Boni / Duo Fasano; Fonit Cetra, SP 32)
- 1957 – Un canto d’amor / Mandolin serenade (mit Carla Boni; Fonit Cetra, SP 54)
- 1957 – Un salice piangeva / Amore al chiaro di luna (mit Carla Boni; SP 55)
- 1957 – Fantastica / Timida serenata (mit Carla Boni; Fonit Cetra)
- 1958 – Sì… amor / Il sole nel cuore (Fonit Cetra, AC 3352)
- 1958 – Troppo giovane / I cavalieri del cielo (Fonit Cetra, SP 173)
- 1958 – Bugiarda / Per un bacio (Fonit Cetra, SP 266)
- 1958 – Simpatica / Oh Lola (Fonit Cetra, SP 370)
- 1959 – Io sono il vento / La luna è un’altra luna (Fonit Cetra, SP 433)
- 1959 – Noi / Quando vien la sera… (mit Carla Boni; Fonit Cetra)
- 1959 – Ischia 1600 / L’ammore è nato a Ischia (Fonit Cetra, SP 550)
- 1959 – ’E scalelle d’ ’o paraviso / Venus (Fonit Cetra, SP 566)
- 1959 – Su e zo per la laguna / Se la luna ti guarda (Fonit Cetra, SP 641)
- 1959 – Odio / Come una bambola (Fonit Cetra, SP 642)
- 1959 – Zucate ’ll’uviciullo / Ohé… Paisà (Fonit Cetra, SP 650)
- 1959 – Uomo solo / Gli uomini non piangono (Fonit Cetra)
- 1960 – Ossessione / Giuggiola (Fonit Cetra)
- 1960 – La grande vallata / Con te resterò (Fonit Cetra, SP 976)

## Filmografie
- 1952: Pentimento
- 1952: Giovinezza
- 1953: 10 canzoni d’amore da salvare
- 1954: Il capitano di Venezia
- 1955: Carosello del varietà
- 1956: Vendicata!
- 1956: Presentimento
- 1956: San Remo canta
- 1959: Destinazione Sanremo

## Belege
1. ↑  Gino Latilla. In: Museo della canzone e della riproduzione sonora nel tempo. Fondazione Erio Tripodi, abgerufen am 26. Juli 2019 (italienisch).
2. 1 2 3  Gino Latilla. In: Il Discobolo. Museo Virtuale del disco e dello Spettacolo, abgerufen am 26. Juli 2019 (italienisch).
3. 1 2  Antonella Sciocchetti: Addio Gino Latilla. Sarai nel vento. In: Articolo 21. Abgerufen am 26. Juli 2019 (italienisch).
4. ↑  Claudio Dell’Orso: Ricordo di Gino Latilla. (PDF) In: Trio-Lescano.it. S. 3, abgerufen am 26. Juli 2019 (italienisch).
5. ↑  È morto Gino Latilla, famoso cantante degli anni ’50. Rai, 11. September 2011, abgerufen am 26. Juli 2019 (italienisch).

| Personendaten    | Personendaten                                              |
| ---------------- | ---------------------------------------------------------- |
| NAME             | Latilla, Gino                                              |
| ALTERNATIVNAMEN  | Latilla, Gennaro (Geburtsname); Williams, Tony (Pseudonym) |
| KURZBESCHREIBUNG | italienischer Sänger                                       |
| GEBURTSDATUM     | 7. November 1924                                           |
| GEBURTSORT       | Bari                                                       |
| STERBEDATUM      | 11. September 2011                                         |
| STERBEORT        | Florenz                                                    |